# Presque rien (album de Stefie Shock)
Pour les articles homonymes, voir Presque rien.
Albums de Stefie Shock
Le décor
Presque rien est le premier album du chanteur québécois Stefie Shock. Il est paru le 11 avril 2000 et comporte 12 chansons.

## Liste des morceaux
1. Presque rien
2. Je combats le spleen
3. Porno star
4. Rébarbatives
5. All Zippers Down
6. Comme Géminés
7. Frein social
8. Boum
9. La jungle
10. Mythomane
11. 18
12. Je suis à vous